# Marina Fernandez
Marina Fernandez (Split, 19. lipnja 1981.) hrvatska je televizijska glumica.
Živjela je 10 godina u Portugalu. Ondje se bavila manekenstvom i glumila u mnogim portugalskim sapunicama. Djevojačko joj je prezime Vučić, a udajom je dobila prezime Fernandez. U Hrvatsku se vratila 2012. gdje je dobila ulogu u telenoveli Ruža vjetrova.

## Filmografija

### Televizijske uloge
- Počivali u miru kao Barbara (2017.)
- Ruža vjetrova kao Marija Mrčela (2012. – 2013.)
- Sjene prošlosti kao Olga Vidović (2024.)